# Mosquée El Kayal

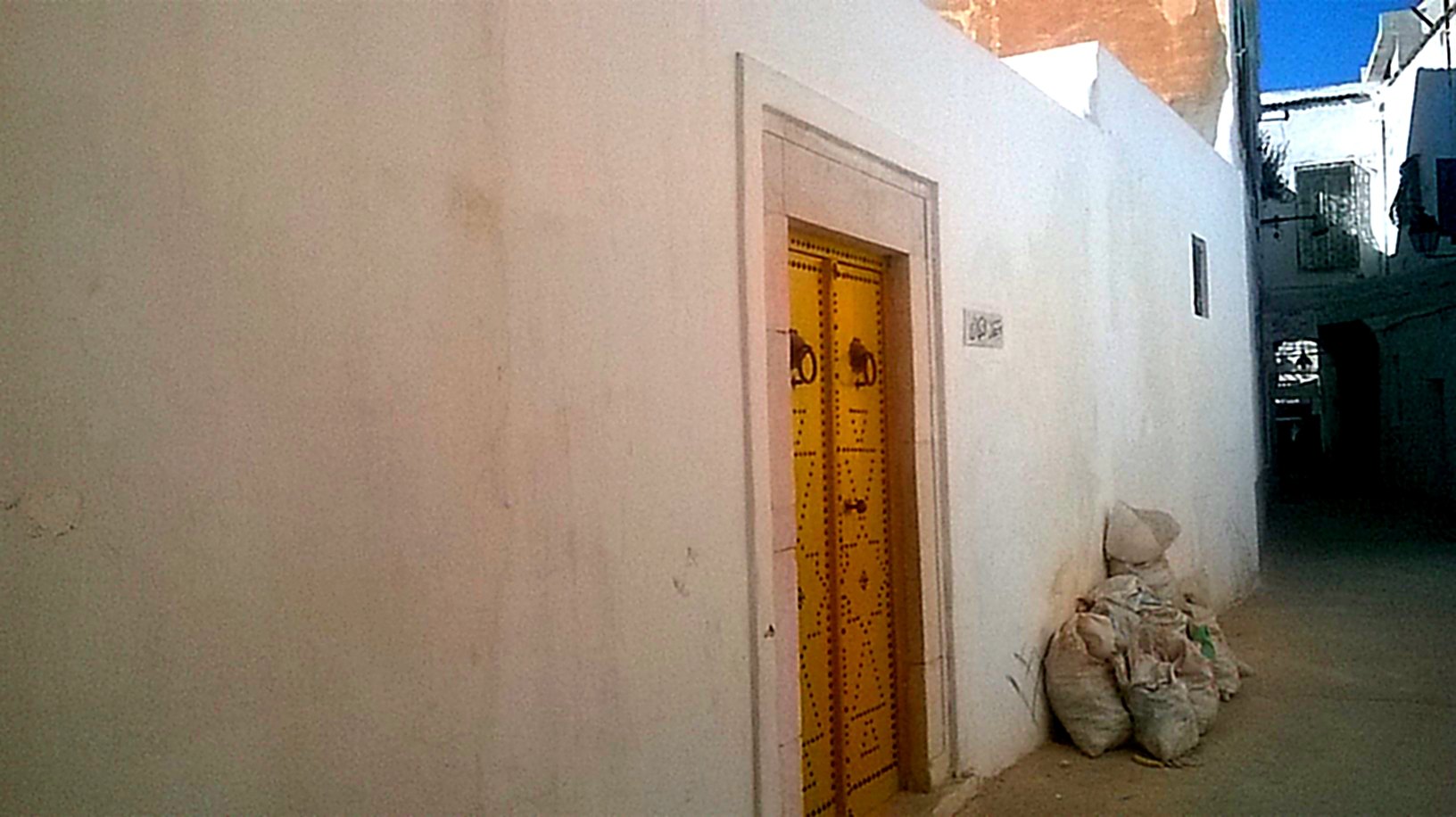
Vue de la Mosquée

La mosquée El Kayal ou mosquée El Kaïal (arabe : مسجد الكيال) est une mosquée tunisienne située dans le quartier de Bab Souika, au nord de la médina de Tunis.

## Localisation
Elle se trouve au numéro 4 de la rue El Mehrzi.

## Étymologie
Selon l'historien Mohamed Belkhodja, cet édifice tire son nom de son fondateur, un mesureur de blé, dit Kayal (arabe : كيال) en dialecte tunisien.

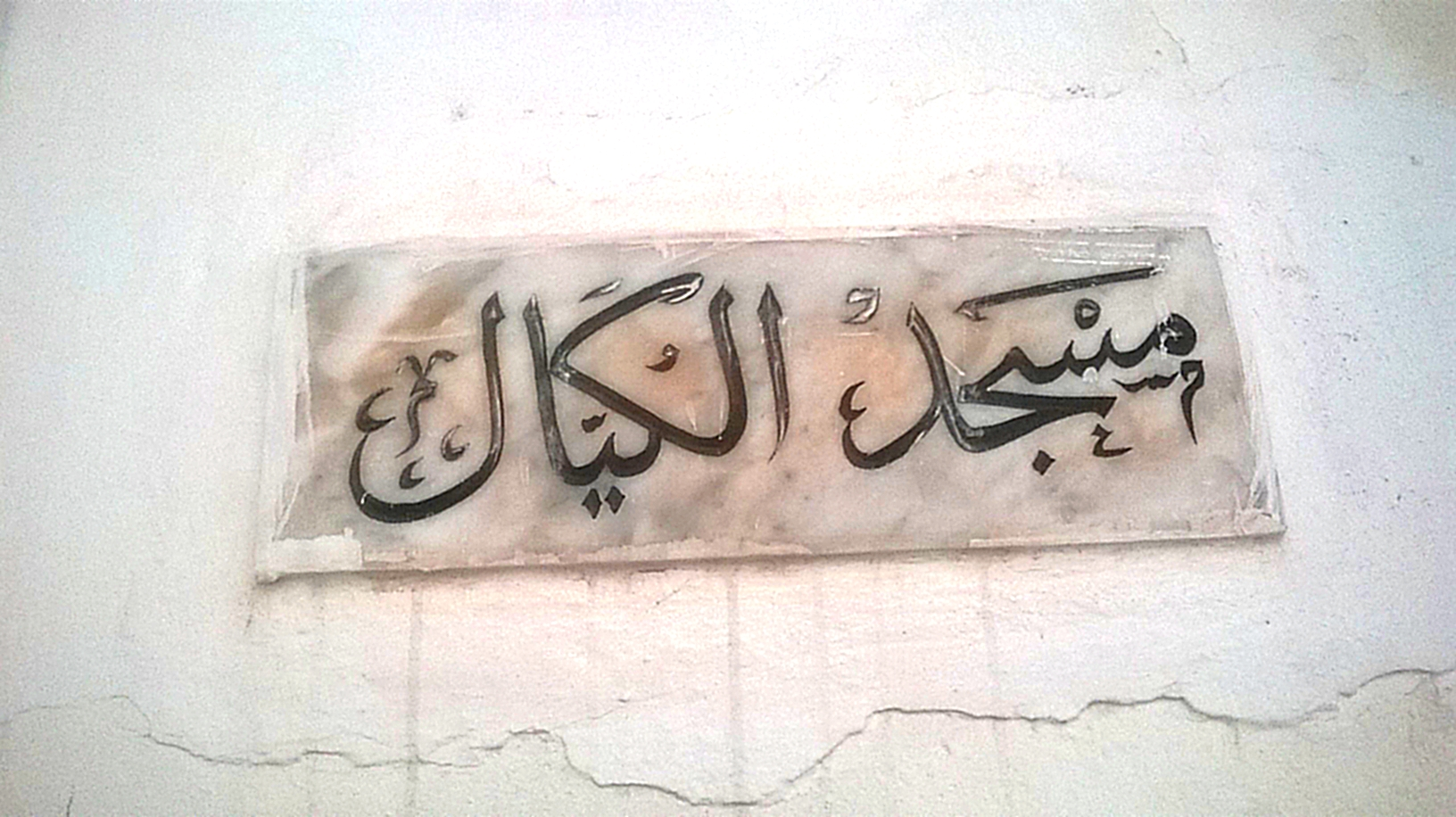
Plaque en marbre indiquant le nom de la mosquée
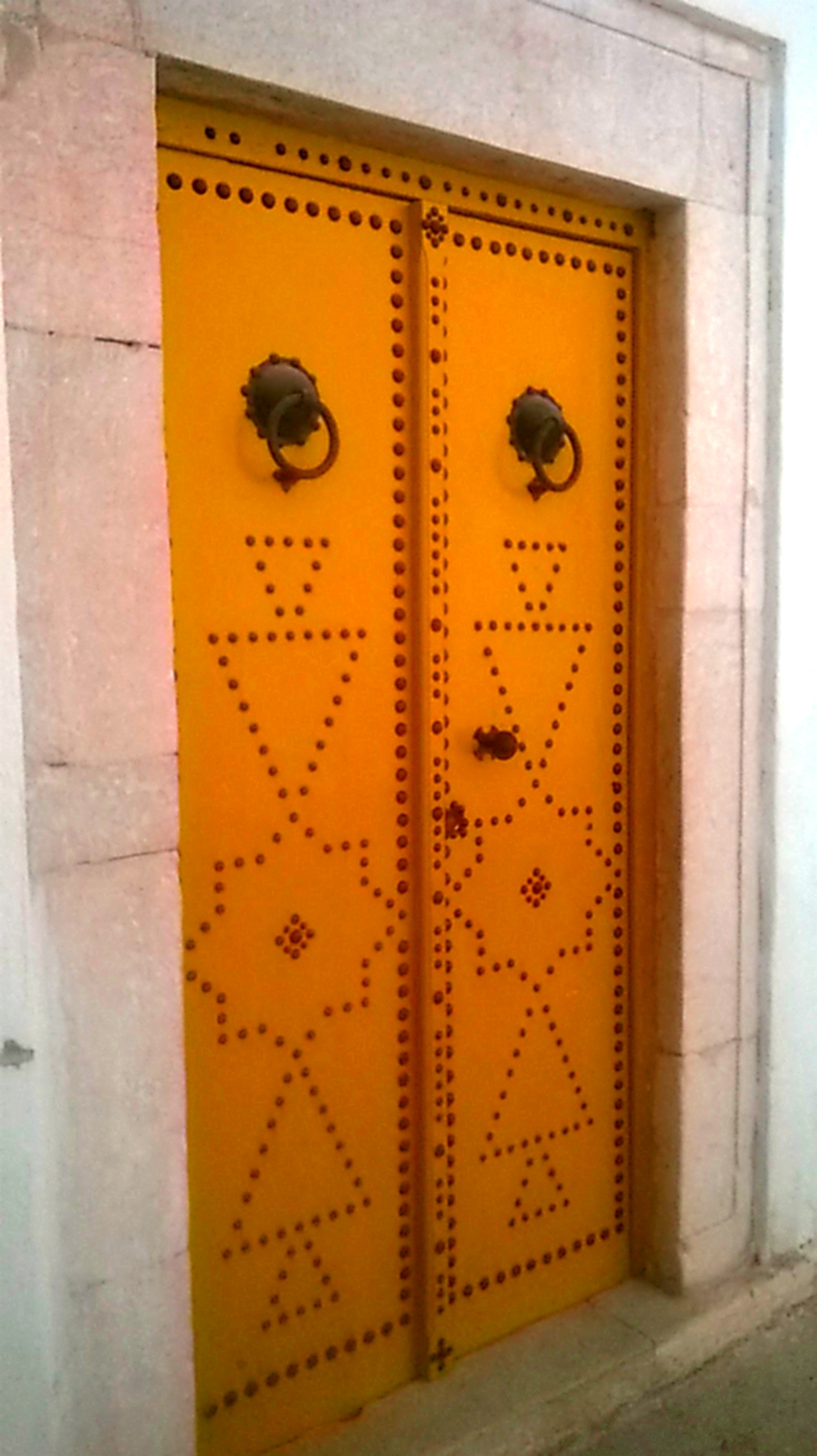
Porte d'entrée de la mosquée